# Puits à eau de Woodingdean
Le puits à eau de Woodingdean (Woodingdean Water Well en anglais) est, avec ses 390 mètres, le puits à eau creusé à la main le plus profond du monde. Il a été construit à partir de 1858 pour fournir en eau une workhouse et a été terminé le 16 mars 1862. 
Il est situé juste à l'extérieur de l'hôpital Nuffield (en) à Woodingdean (en), une banlieue de l'est de Brighton et Hove au Royaume-Uni.
Il est décrit comme étant plus important en termes de dimensions que l'Empire State Building.